# 大福寺 (ハワイ州)
大福寺（だいふくじ）は、アメリカ合衆国ハワイ州ハワイ郡ホナロ地区コナ地域（ハワイ島）にある曹洞宗の寺院。本尊は釈迦如来。児玉介石によって開山された。山号は白峰山。アメリカ合衆国国家歴史登録財に指定されている。

## 歴史
1914年、ハワイに渡った児玉介石はマウナ・ロア山ふもとのコナで近隣の商店に場所を借りて布教を開始、住民の寄付を集めて翌1915年に簡素な堂を建立した。本尊の釈迦如来像は当時のもの。当初の堂は現在の位置よりも北に位置していた。
現在の本堂は1920年に建設が開始され、1921年5月27日に完成したものである。その後、1937年に観音堂が本堂の左側に建てられ、さらに1950年には僧坊が右側に加えられた。観音像は三木宗策の作。また、三十三身の小観音像がその両脇に置かれている。本堂の正面外の左側には、1961年に置かれた小型の祠があり、地蔵菩薩を祀る。
本堂部分は左右対称型で、唐破風を持つ金属製の入母屋造りであり、日本式寺院建築を取り入れ、現地の素材（たとえばコア材木）を利用して作られたハワイの典型的な仏教寺院様式となっている。

## 文化財
同寺は1991年にハワイ州歴史登録財 (登録番号 10-47-7222)、1994年にアメリカ合衆国国家歴史登録財 (登録番号 94000382)に指定された。